# 아레스 온라인
아레스온라인은 (주)KRG SOFT에서 개발하고 엠게임에서 서비스하는 MMORPG 게임이다.

## 역사
- 리펜트 클로즈베타 테스트: 2002년 8월 19일 ~ 9월 7일
- 리펜트 오픈베타: 2003년 12월 2일
- 아레스로 개명한 리펜트, 1차 클베: 2004년 5월 28일 ~ 6월 2일
- 아레스 오픈베타: 2004년 7월 15일
- 아레스 상용화 및 리펜트 유저 통합: 2004년 9월 6일
- 정식서비스: 현재

## 시놉시스

### 프롤로그
~ 페리클레스력 62년 정월 12일, 기록자 크세노폰 ~
몰아치는 폭풍우, 태양조차 보이지 않는 어두운 하늘  바닥난 물과 식량, 젖은 옷과 차가운 물보라, 차오르는 바닷물  갑판 위를 살아있는 뱀처럼 몸부림치는 끊어진 로프  선창 깊숙한 곳에서 물을 퍼내는 병사들의 한숨  이미 파랗게 녹슬어버린 채 흔들거리는 청동 갑옷
보이는 것이라고는 오직 검은 파도와 하얀 물보라뿐
아아, 우리들의 주신이시자 전쟁의 신이시여! 당신이 어여삐 여기시는 것이 오직 전장의 비명과 고함뿐이라는 사실을 잊고, 돈과 평화 앞에 눈이 멀었던 우리를 용서하여 주소서!
아아, 우리들의 주신이시자 전쟁의 신이시여! 우리들에게 다시금 설 땅을 주신다면, 우리들은 당신에게 바칠 전쟁의 환희와 고통을 위하여 이 목숨이 다하는 그 순간까지 칼을 휘두르겠나이다!
아아, 우리들의 주신이시자 전쟁의 신이시여!

~ 페리클레스력 62년 정월 13일, 기록자 헤라클레이토스 ~
우리들의 지도자이자 형제 크세노폰이, 스스로를 산 제물로써 바친 그날 새벽,  우리들은 유황과 송진 냄새, 그리고 주신의 신탁과 함께 붉게 타오르는 대지를 발견했다.
"나에게 목숨을 맹세한 자들이여,  너희들은 이 땅에서 나를 위하여, 그리고 전쟁을 위하여 살아야 한다.“
"너희들의 피는 결코 멈추지 않을 것이며, 너희들의 외침과 비명 소리 역시 멈추지 않을 것이다." "내가 너희에게 영원의 시간과 생명을 주리니, 너희들은 내게 전쟁의 광기와 고통을 바칠 지어다." "그것이 너희가 내게 치러야 할 죄의 대가이며, 그것이 너희가 내게 맹세한 가치이니라."

### 특징
아레스 온라인은 플레이어의 사냥,전쟁,상거래,퀘스트 등의 결과가 이후의 전체 게임 내용에 영향을 끼치는 새로운 형태의 게임 구조를 가진 새롭게 진화된 트리니티 시스템(Trinity System)을 채용한 온라인 RPG이다.
자기 자신에게 주어진 가혹한 운명을 극복하기 위해서 그리고 자신이 선택한 국가와 민족을 위하여 플레이어는 끊임없이 노력해야 한다.

## 캐릭터

### 궁술사
타고난 민첩성과 뛰어난 궁술을 바탕으로 사냥과 전투에 모두 뛰어난 직업이다. 기본적으로는 마도사와 같은 원거리 공격 캐릭터이지만, 공격 속성 자체는 궁술 - 즉 물리 공격이기 때문에 마도사처럼 MP를 소비하지 않는다는 장점이 있다. (단, 활을 사용하기 위해서는 화살이 필요하다.) 궁술사라는 직업의 특성 상, 사용할 수 있는 무기는 사실상 활 뿐이다.  게다가 방패 역시 마땅한 것을 착용할 수 없고, 갑옷 역시 전사에 비해서 가볍고 낮은 등급의 것을 착용할 수 밖엔 없다. 따라서 전사나 성기사와 같은 방어력을 기대할 수 없기 때문에 전투 시에는 마도사와 마찬가지로 일격이탈이나 단기결전 전술을 사용해야 한다. 궁술사의 강함은 다른 물리 공격 캐릭터와는 달리 민첩성에서 비롯된다. 즉, 검사나 창술사의 공격력이 얼마나 크고 무거운 무기를 빠르게 다룰 수 있는가에 따라서 결정되는가에 반하여, 궁술사의 공격력은 얼마나 빠르고 정확하게 화살을 적의 급소에 명중시킬 수 있는가에 따라서 결정된다. (궁술사의 공격력에 가장 큰 영향을 주는 캐릭터 능력치는 민첩성이다.) 궁술사가 가진 가장 독특한 스킬이라면, 이동 속도를 올려주는 스킬을 예로 들 수 있을 것이다. 마도사와 마찬가지로 원거리 공격을 주로 하면서 잦은 이동을 해야 하는 궁술사에게 빠른 이동 속도는 전투에서 많은 이점을 주기 때문에, 공격 속도를 올려주거나 이동 속도를 올려주는 스킬에 적당히 투자하는 것은 매우 중요하다. 기본 공격 자체가 원거리 공격이고, 자체적으로 이동 속도를 올릴 수 있는 데다가, 화살 자체의 가격이 다른 약물에 비하여 저렴한 편이기 때문에 까다로운 컨트롤만 극복한다면 저레벨 때에는 가장 저비용으로 경험치 사냥을 할 수 있는 클래스가 바로 궁술사이다.
현재 사실상 최고 클래스 등급이며, 많은 사람들이 즐기고 있다. 공격력 패시프스킬로 인해 대미지가 2배로 박히며, 도덕경험치가 높으며 고렙의 경우 일격필살이 가능한 먼치킨 클래스가 되었다

### 마도사
자신의 정신력을 공격적인 마법으로 바꾸는 신비한 능력을 가진 클래스이다. 가장 높은 수준의 전략과 컨트롤을 필요로 하기 때문에 가장 다루기 어렵기는 하지만, 비교적 초반부터 사용할 수 있는 범위 공격 마법을 능숙하게만 사용한다면 가장 빠르게 성장할 수 있는 캐릭터이기도 하다. 마도사는 기본적으로 자신의 정신력을 무기로 삼기 때문에, 방어력이나 공격력보다는 자신의  정신력을 높여주는 장비를 즐겨 착용한다. 또한 원거리 공격(마법)을 주로 사용하기 때문에,  전사와 같은 근접 전투 클래스와는 달리 HP 회복제보다는 MP 회복제(케모마일 포션)를 주로 사용하게 된다. 또한 전투 시 이동을 많이 하게 되므로 이동 속도를 올려주는 약물(화이트 퀵 포션)와 스태미너 회복제를 챙기도록 한다. 마도사는 다른 클래스에 비하여 절대적으로 방어력과 물리 공격력이 낮기 때문에, 몬스터의 접근을 허용할 경우 순식간에 찬 바닥에 드러눕게 될 것이다. 그렇기 때문에 마도사들은 전투시 기본적으로 다음과 같은 전술을 사용하게 된다.
1. 단기결전 전술: 강력한 공격 마법으로 몬스터가 유저에게 접근하기 전에 쓰러뜨리는 전법. 먼저 공격해오는 몬스터(선공 몬스터)를 사냥하는 것이 아니라면, 좋은 포지션을 잡고 마법을 연사하는 것만으로도 쉽게 사냥을 할 수가 있을 것이다. 단, 이러한 방법으로 많은 체력을 가진 몬스터나 선공 몬스터를 사냥하는 것은 매우 위험하다.
2. 일격이탈 전술: 끊임없이 이동하면서, 적과의 거리를 유지하며 공격하는 전법. 적에게 공격을 가한 후, 적과의 거리를 항시 주의하면서 거리가 가까워지면 적에게 공격을 당하기 전에 미리 이동하여 다음 번 공격 포지션을 탐색하는 전법이다. 항상 수 초 후의 몬스터 위치를 예상하면서 캐릭터를 컨트롤하는 것은 상당한 숙련을 필요로 할 것이다. 하지만, 여기에 익숙해지기만 한다면 이론적으로는 어떤 사냥터에서든 혼자서 사냥을 할 수 있다.  따라서, 이러한 전술에 익숙한 마도사만이 진짜 마도사라고 할 수 있을 것이다. 레벨업과 함께 부여되는 스킬 포인트는 한번 배분하면 되돌려 받을 길이 없다.
그렇기 때문에 스킬 포인트를 사용하지 않고 아껴만 두는 경우가 많은데, 모든 공격을 마법 스킬에 의존하는 마도사들에게 있어서 그렇게 스킬 포인트를 아끼기만 하는 것은 자신의 공격력을 제한하는 행동이 되기도 한다. 적당한 시점에, 적당한 마법에, 적당한 스킬 포인트를 분배하는 것이 가장 현명하게 게임을 이끌어나가는 방법이 될 것이다.
안타깝게도 현재 클레스에서 가장 인기가 떨어지는 클래스 중 하나, 흡력이 없어서 대미지로 사냥을 해야하니 사냥 지속력이 떨어지며, 대미지가 뛰어날려면 바로메트 목걸이라는 목걸이를 착용해야만 함. 생각보다 몸이 약해 눞기 쉬운 클래스이다.

## 시스템

### 인첸트 시스템
인첸트 시스템이란 인챈트 아이템(무기 및 방어구)에 특별한 광석 아이템을 조합해서 매직속성을 부가 해주는 시스템이다. 인첸트 시스템에 사용되는 아이템은 모두 보라색으로 표시되며, 광석 아이템은 상, 중, 하 별로 능력의 크기가 다르다.

### 축복 시스템
축복 시스템은 자신이 사용하는 아이템에 축복을 내려 주는 것으로 아이템의 능력이 일정이상 증가하는 것이다. 축복 시스템은 아이템 중에 무기에 축복을 내려주는 "축복의 문서"와 방어구에 축복을 내려주는 "보호의 문서"로 나뉜다.

### 연금수 시스템
신비한 힘을 지닌 연금수를 이용한 획득의 연금술이다.
연금수는 샤모르 지역 마을에 배치되어 있는 소모품 판매NPC를 통하여 구입할 수 있다. 하지만 조금 더 능력이 뛰어난 연금수를 얻기 위해서는 강력한 보스 몬스터나 특수 몬스터를 사냥하여야만 얻을 수 있다.

### 가베노르 시스템
가베노르의 구슬 강화의 단계  아이템의 옵션을 스스로 만들어 내는 연금술이다.
습득방법: 보스 몬스터 및 특수 몬스터의 사냥을 통해 습득이 가능하다. 가베노르의 구슬을 소지한 상태로 바르포프 마을의 NPC ‘아스테’를 찾아 갑니다. NPC 아스테의 진행에 따라 가베노르의 구슬을 강화시킨다.

## 전쟁

### 워페어
아레스의 워페어 시스템은 유저와 유저간의 대결을 주축으로 이루어진다. 특정 지역에서 이뤄지는 전쟁은 필드에서의 전쟁과는 또 다른 재미를 느낄 수 있다. 상대 진영의 막강한 투석기와 처음 마주하게 되는 적을 두고 유저는 자신의 진영에 서서 최고의 실력을 발휘할 기회를 얻게 된다.

### 영토전쟁
영토전쟁은 아레스월드의 중립 지역인 카이얀, 브엘사바, 디셉고원의 지배권을 갖기 위해 해당 지역에서 직접 양 국가의 유저들이 전쟁을 벌이는 시스템이다. 영토전쟁은 워페어와는 다르게 특정 지역으로 이동 후 전쟁을 하는 것이 아니라, 평소 이동할 수 있는 대륙에서 전쟁이 이루어지므로 워페어와는 또 다른 전쟁의 재미를 느낄 수 있다.

### 길드전
유저들이 팀웍을 이룰 수 있도록 시스템 상으로 제공하여, 다중 커뮤니티를 이루도록 유도하고, 유저들간의 다중 커뮤니티를 통해 새로운 경제 시스템과 개인으로 느낄 수 없는 팀웍의 재미를 느끼게 해주는 시스템이다.